# Pédagogie différenciée (Kahn)
Pédagogie différenciée est un ouvrage de la pédagogue et écrivaine Sabine Kahn basé sur les grands courants de cette approche ainsi que sur son expérience personnelle d'enseignante universitaire.

## Introduction
La problématique de départ repose sur la difficulté de l'enseignant de s'adapter à des étudiants qui ont des capacités et des modes d'apprentissages très variables impliquant un niveau d'hétérogénéité importante des groupes. Ce constat implique de mettre en place des pédagogies adaptées aux situations rencontrées, sachant qu'il n'existe aucune solution univoque mais des réponses données à un moment donné à partir d'un groupe d'étudiants donné. Les techniques pédagogiques à utiliser ne peuvent donc être qu'une « boîte à outils » dans laquelle puiser pour optimiser une situation et lui apporter une réponse pédagogique adéquate.
D'un point de vue historique, c'est surtout Célestin Freinet qui met au point des outils d'individualisation de la formation et les publications du mouvement de l'éducation nouvelle. Louis Legrand à qui l'on doit l'expression pédagogie différenciée, la déclinera ensuite dans son enseignement. Puis vient Philippe Meirieu  qui établira deux distinctions fondamentales dans son approche pédagogique, points incontournables de réflexion sur le sujet : différenciation et individualisation, groupes de besoin et groupes de niveaux.

## Contenu et résumé
Ce livre, s'il part des techniques sur lesquelles repose une telle pédagogie, tente d'analyser la nature des différences entre les participants à un groupe d'étude ainsi que sur la manière dont elles sont construites, transmises et utilisées. Les prémices et la question centrale se regroupent autour de trois thèmes préalables : Pourquoi, depuis ses origines, la forme scolaire de transmission a pu engendrer des différences parmi les élèves ?
- Pourquoi le processus de transmission des connaissances a-t-il engendré différences et niveaux dans un groupe ou une classe ?
- Pourquoi l'idée d'une école pour tous est-elle si difficile à réaliser ?
- En quoi la pédagogie différenciée apparaît-elle comme la meilleure solution pour résoudre les problèmes décelés ?

À travers les réponses possibles et les mieux adaptées aux problématiques de notre époque, l'objet de ce livre est d'éclairer le paradoxe d'une école qui veut réduire les différences qu'elle a elle-même contribué à produire et qui d'autre part, « tente de combattre les différences par des différences ».